# Antoine Abate
Antoine Abate (San Martino, 22 augustus 1938) is een voormalig Italiaans professioneel wielrenner. Hij was professional van 1958 tot 1962. Aanvankelijk reed hij voor een individuele sponsor, vanaf 1960 reed hij bij een ploeg.

## Belangrijkste resultaten
1960
- 1e - etappe 2 Dauphiné Libéré
- 1e - GP Thiery
- 6e - eindklassement Dauphiné Libéré

1961
- 1e - Pont Saint-Esprit

## Resultaten in voornaamste wedstrijden
| Jaar | Ronde van Italië | Ronde van Frankrijk | Ronde van Spanje |
| ---- | ---------------- | ------------------- | ---------------- |
| 1960 |                  |                     | opgave           |
| 1961 |                  | 52e                 |                  |